# Arthromelodes lage
Arthromelodes lage (лат.) — вид жуков-ощупников (Pselaphinae) из семейства стафилиниды. Эндемик Тибета.

## Распространение
Китай, Тибет, Тибетский автономный район, Mêdog County, Lage (в 5,5 км восточнее Dochula Pass, 29°28’12”N, 94°59’22”E), на высоте 3000—3500 м.

## Описание
Мелкие коротконадкрылые жуки. Длина тела 2,6 мм. Основная окраска красновато-коричневая. Основные отличия от близких видов: голова закруглена в основании; темя с поперечной V-образной бороздкой между усиковыми бугорками, вершинные ямки асетозные и мелкие; антенна длинная и тонкая, антенномеры каждый слабо удлинен, без изменений. Дискальная полоса надкрылий простирается примерно до половины длины надкрылий. Передние голени расширены посередине; мезотрохантер с пучковыми золотистыми волосками на вентральном крае. Брюшко с крупным тергитом 1 (IV) длиннее тергитов 2—4 (V—VII) вместе взятых; тергит 1 (IV) с широкой и глубокой центральной полостью и латерально вдавлен. Эдеагус сильно асимметричен, вентральный стебелек срединной доли выступающий, вершина мембранозная, дорсальная доля сильно изогнута на вершине, парамеры редуцированы и образуют единую мембранозную структуру.

## Систематика и этимология
Вид был впервые описан в 2022 году китайским энтомологом Zi-Wei Yin (Shanghai Normal University, Шанхай, Китай). Таксон Arthromelodes lage морфологически наиболее сходен с Arthromelodes angulatus по расположению центральной полости и латеральных вдавленных участков тергита 1 (IV) самца, а также по форме эдеагуса вентрально. Arthromelodes lage легко отделяется от последнего вида по расширенным протибиям самца (у A. angulatus они более тонкие), наличию хохолковых волосков на вентральном крае мезотрохантера (отсутствуют у A. angulatus), различному строению брюшных модификаций и относительно менее выступающей срединной доле эдеагуса. Новый вид также сходен с Arthromelodes aniqiao, но может быть отделен от него расширенными протибиями самцов и иной формой срединного лепестка эдеагуса. Видовое название Arthromelodes lage происходит от места обнаружения (Lage, Mêdog County).